# Mauricio Asenjo
Mauricio Gabriel Asenjo (23 luglio 1994) è un calciatore argentino, attaccante del Los Andes.

## Caratteristiche tecniche
È un centravanti.

## Carriera
Cresciuto nelle giovanili del Banfield, esordisce in prima squadra il 4 marzo 2014 subentrando al 64' a Santiago Salcedo nel match vinto per 2-1 contro il San Martín de San Juan.
La prima rete arriva il 3 maggio, ed è quella che fissa il punteggio sul definitivo 4-0 contro l'Independiente Rivadavia.

## Palmarès

### Club
- Campionato argentino di seconda divisione: 1

Banfield: 2013-2014